# الأربعة الكبار (الحرب العالمية الأولى)

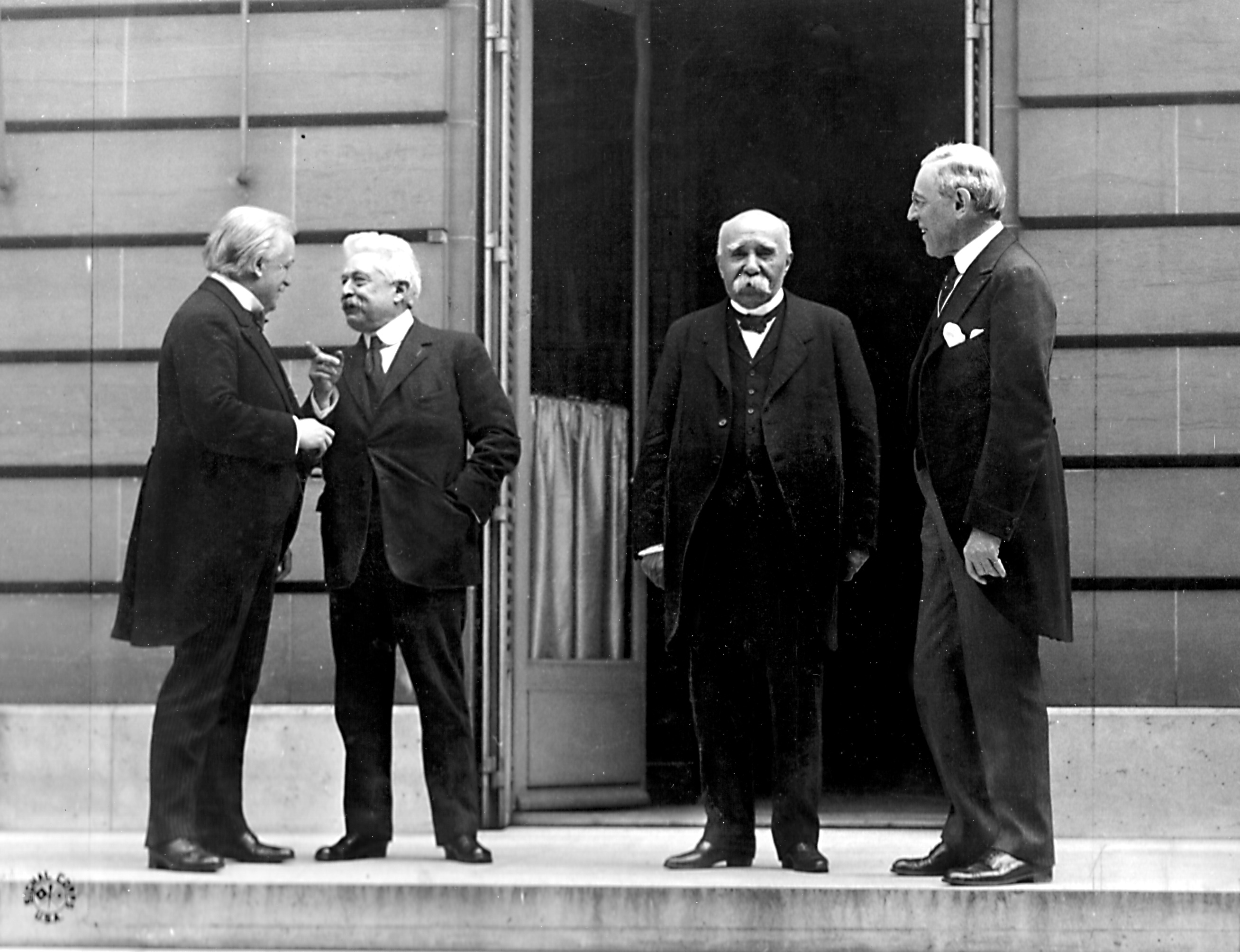
مجلس الأربعة من اليسار إلى اليمين: ديفيد لويد جورج، وفيتوريو إمانويلي أورلاندو، وجورج كليمنصو، ووودرو ويلسون في قصر فرساي.

يشير مصطلح الأربعة الكبار أو الأمم الأربعة الكبرى إلى القوى الأربعة الكبرى المتحالفة في الحرب العالمية الأولى وقادتها الذين اجتمعوا في مؤتمر باريس للسلام في يناير عام 1919. يُعرف الأربعة الكبار أيضًا باسم مجلس الأربعة، وتألفوا من وودرو ويلسون من الولايات المتحدة، وديفيد لويد جورج من المملكة المتحدة، وفيتوريو إمانويلي أورلاندو من إيطاليا، وجورج كليمنصو من فرنسا.

## وودرو ويلسون

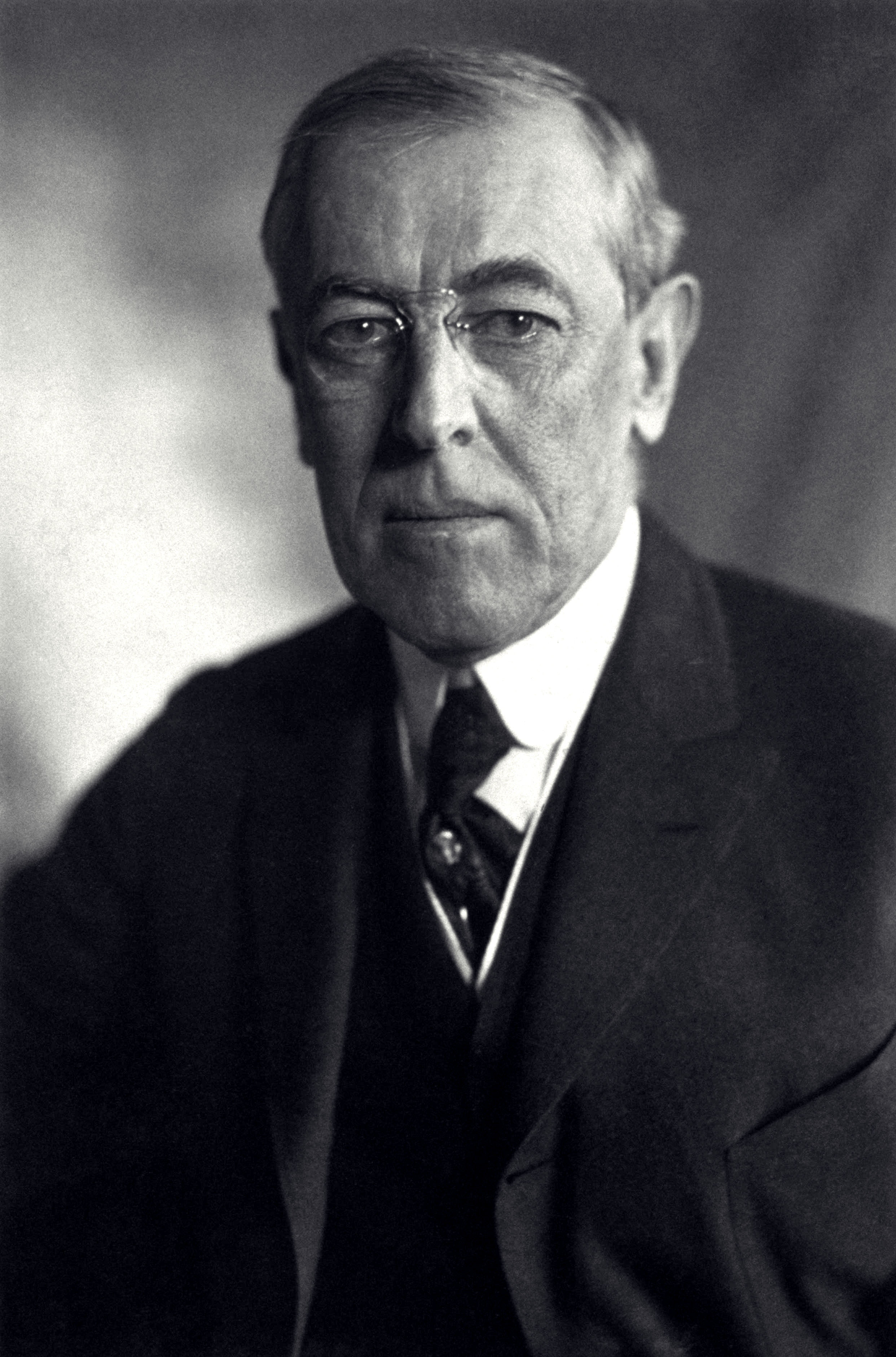
وودرو ويلسون

انتُخب وودرو ويلسون (28 ديسمبر 1856 -3 فبراير 1924) رئيسًا للولايات المتحدة استنادًا إلى سياساته فيما تعلق بالقضايا المحلية في عام 1912، وأُعيد انتخابه في عام 1916، حيث تمحورت حملة إعادة انتخابه حول شعار «أبقانا خارج الحرب»، وعمل بجدّ للتوصل إلى حل وسطي يحقق السلام. في أوائل عام 1917، قررت برلين إطلاق حرب غواصات شاملة هدفها إغراق السفن الأمريكية التي نقلت حينها الإمدادات إلى بريطانيا. اقترحت الإمبراطورية الألمانية في برقية زيمرمان على المكسيك إنشاء تحالف عسكري لشنّ حرب ضد الولايات المتحدة. افتقرت الولايات المتحدة إلى التسليح الجيد عند دخولها الحرب في أبريل عام 1917، لكنها امتلكت ملايين الجنود الجدد المحتملين، ومليارات الدولارات، وإمدادات ضخمة من المواد الخام التي احتاجها الحلفاء حينها. أبقى ويلسون الولايات المتحدة مستقلة عن الحلفاء بصورة رسمية. أشرف ويلسون شخصيًا على المفاوضات مع ألمانيا في عام 1918، بما فيها مفاوضات الهدنة. أصدر مبادئه الأربعة عشرة التي قدمت وجهة نظره حول المشهد العالمي في فترة ما بعد الحرب، وكيفية تجنب صراع رهيب آخر. أثرت المبادئ بصورة كبيرة على كلا الجانبين في أوروبا، وجعلت اسم وودرو ويسلون يتردد في كل أنحاء باريس. حشد ويلسون بصفته قائدًا للحركة التقدمية مجموعة من المستشارين الأكاديميين ذوي النفوذ لمساعدته في باريس، لكن دفعته شخصيته الشكاكة إلى الانفصال عن المجموعة والاكتفاء بسلسلة من المستشارين المقربين، كان أبرزهم العقيد هاوس. ارتكب ويلسون خطأً فادحًا برفضه إحضار أي جمهوري بارز إلى باريس، ما أدى إلى إضفاء طابع سياسي على الجدال الأمريكي وإضعاف داعميه. تمثّل هدفه الرئيسي في إرساء حل طويل الأمد لإنهاء الحرب تدعمه عصبة الأمم وحق الدول في تقرير المصير. وجّه اهتمامه خاصة نحو إنشاء دول جديدة خارج إطار تلك الإمبراطوريات الفانية، وعارض الشروط والتعويضات القاسية التي فُرضت على ألمانيا. كان ويلسون مشيخيًا ذا إيمان ديني عميق، ودعم المناسبات الإنجيلية، وغرس إحساسًا عميقًا بالأخلاقية في أمميته المثالية، والتي يشار إليها الآن باسم «الويلسونية». تدعو الويلسونية الولايات المتحدة إلى دخول الساحة العالمية للقتال من أجل الديمقراطية، وقد شكّلت موضع خلاف في السياسة الخارجية الأمريكية.

## ديفيد لويد جورج

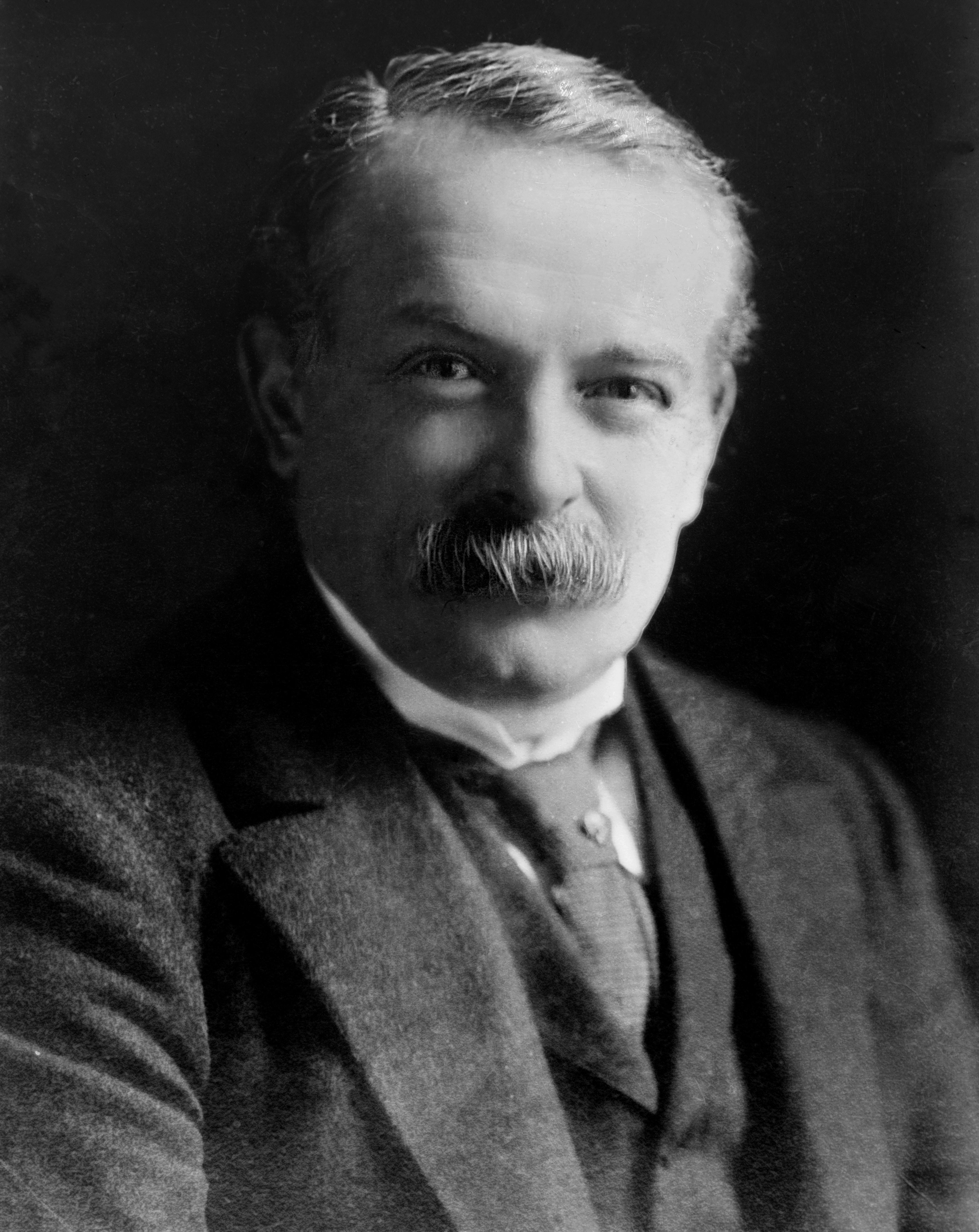
ديفيد لويد جورج

كان ديفيد لويد جورج (1863–1945) أحد أعضاء الحزب الليبرالي البريطاني وقائداً كفؤًا للحكومة الائتلافية التي تولت السلطة في أواخر عام 1916 وأدارت الجهود الحربية البريطانية. على أي حال، دعم المحافظون رئاسة الوزراء الائتلافية أكثر من الليبراليين، ولعب الانقسام التالي دورًا رئيسيًا في تراجع الحزب الليبرالي كقوة سياسية مهمة.
حقق لويد جورج انتصارًا ساحقًا في انتخابات عام 1918 التي عُقدت بعد انتهاء الحرب مباشرةً، حيث تحدث بلهجة هجومية ضد ألمانيا. على أي حال، ظهر بصورة أكثر اعتدالًا في باريس. على عكس كليمنصو وأورلاندو، لم يرغب لويد جورج في تدمير الاقتصاد الألماني ونظامه السياسي –مثلما طلب كليمنصو- عبر المطالبة بتعويضات هائلة. علّق عند سؤاله عن مشاركته في مؤتمر السلام قائلاً: «لم تكن سيئة، خاصّةً أنني كنت جالسًا بين يسوع المسيح ونابليون [ويلسون وكليمنصو]».
قيل إن «لويد جورج كان الأكثر دماثةً ومرونة، وربما كان الأفضل عندما تعلق الأمر بالتفاوض». ذكرت مقالة نشرتها صحيفة نيويورك تايمز أن «لويد جورج كان براغماتيًا مصممًا على حماية مصالح الإمبراطورية البريطانية وتوسيعها».

## فيتوريو إمانويلي أورلاندو

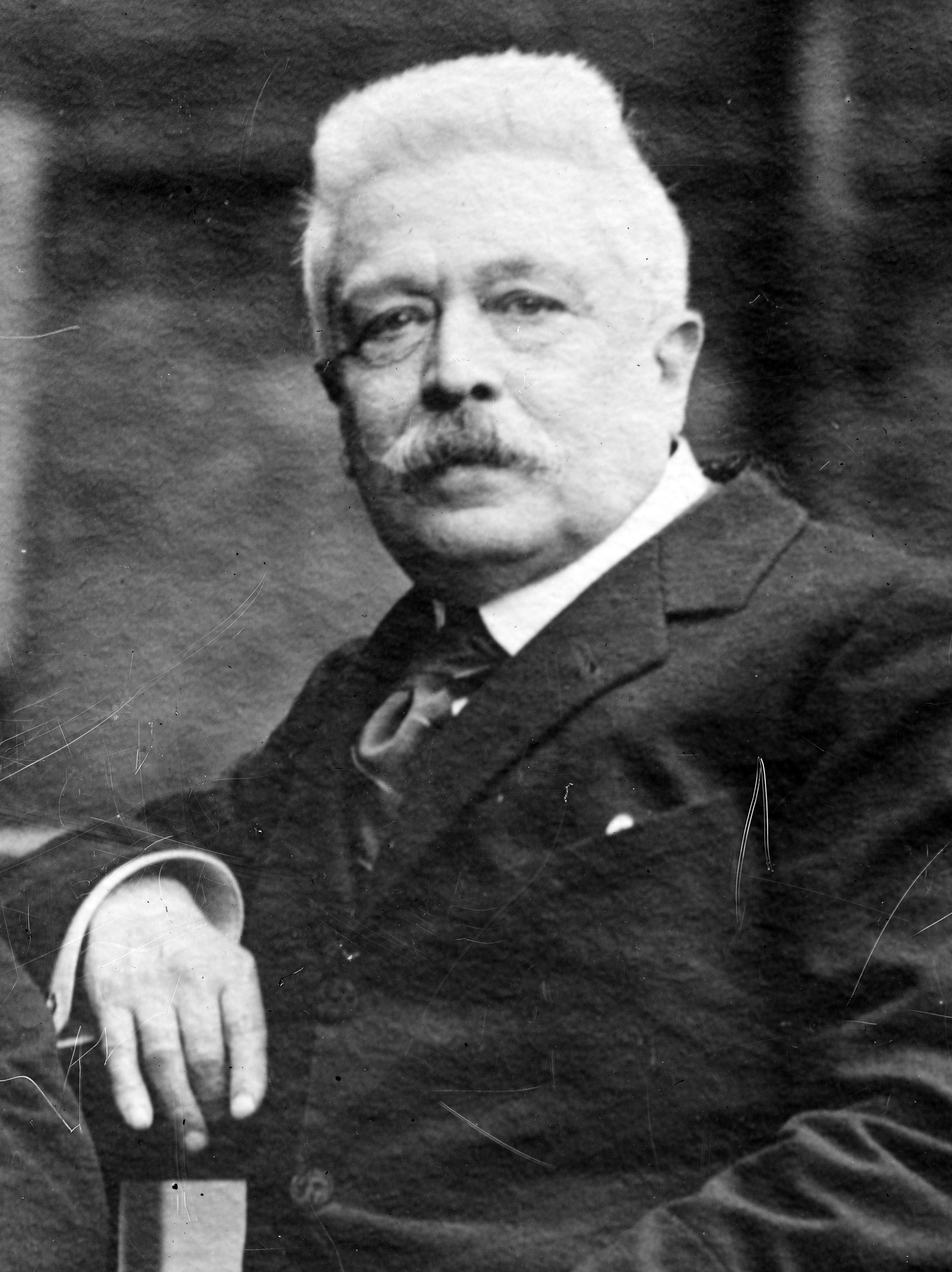
فيتوريو إمانويلي أورلاندو

كان فيتوريو إمانويلي أورلاندو (19 مايو 1860 -1 ديسمبر 1952) دبلوماسيًا إيطاليًا وإحدى الشخصيات السياسية البارزة. وُلد في باليرمو، صقلية. كان والده أحد مُلاك الأراضي المحترمين، وفضّل تأجيل تسجيل ميلاد ابنه بدلًا من المجازفة، خوفًا من ألف وطنيّ من أتباع جوزيبي غاريبالدي كانوا قد اقتحموا للتو صقلية في محطتهم الأولى من مسيرة بناء دولة إيطالية. حمل أورلاندو لقب «رئيس النصر».
نجح في انتخابات مجلس النواب الإيطالي (بالإيطالية: Camera dei Deputati) عن منطقة بارتينيكو في عام 1897، فقد أعيد انتخابه باستمرار حتى عام 1925. أعرب أورلاندو عن انحيازه إلى صف جيوفاني جوليتي، الذي شغل منصب رئيس وزراء إيطاليا خمس مرات بين عامي 1892 و1921.
ذهب إلى مؤتمر باريس للسلام عام 1919 بصفته رئيسًا لوزراء إيطاليا. وطالب بتطبيق «معاهدة لندن السرية لعام 1915، التي وعد فيها الحلفاء إيطاليا بدفع تعويضات إقليمية كبيرة في دالماسيا لدخولها الحرب العالمية الأولى». عارض وودرو ويلسون مطالب أورلاندو، ما أدى إلى فشله في تأمين الدعم البريطاني أو الفرنسي، ومن ثم مغادرته مؤتمر السلام. على أي حال، عاد أورلاندو بعد شهر، لكن «حتى ذلك الحين لم يُعثر على أي حل مرضٍ لإيطاليا»؛ استقال أورلاندو ووقع المعاهدات التي تفاوض عليها فرانشيسكو سافيريو نيتي وجيوفاني جوليتي. استخدم بينيتو موسوليني ما يسمى «النصر المشوه» كدعاية له خلال صعوده سُلّم السلطة. تخلى أورلاندو (1925) عن مقعده في البرلمان احتجاجًا على الفاشية، وكرّس نفسه للتدريس والكتابة».
عُرف أورلاندو بكتاباته ومؤلفاته إلى جانب دوره السياسي البارز، إذ كتب أكثر من مئة عمل تناولت مختلف المسائل القانونية والقضائية. يُذكر أن أورلاندو نفسه كان أستاذًا في القانون.
كان أحد الآباء المؤسسين للدستور الجمهوري كونه عضوًا في الجمعية الدستورية كمتحدث في مجلس النواب. كان مرشحًا ليصبح أول رئيس إيطالي مُنتخب برلمانيًا.

## جورج كليمنصو

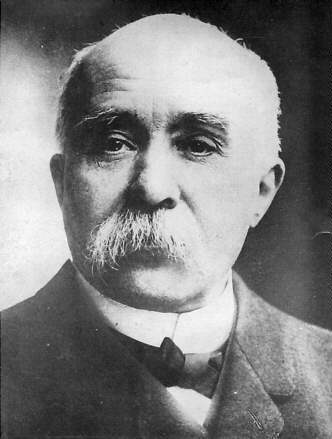
جورج كليمنصو

كان جورج بنجامين كليمنصو (النطق الفرنسي: [ʒɔʁʒ klemɑ̃so]؛ 28 سبتمبر 1841 -24 نوفمبر 1929) رجل دولة وطبيبًا وصحفيًا فرنسيًا. شغل منصب رئيس وزراء فرنسا بين عامي 1906 و1909، ومرة أخرى بين 1917 و1920. يُطلق عليه عمومًا لقبا «النمر» (بالفرنسية: Le Tigre) و«أبو النصر» (بالفرنسية: Père-la-Victoire) لعزيمته وتصميمه كقائد في زمن الحرب.
«بعد أن خلف بول بانليفيه كرئيس للوزراء في نوفمبر عام 1917، شكّل كليمنصو حكومةً ائتلافيةً شغل فيها أيضًا منصب وزير الحرب. أحيا معنويات فرنسا المحبطة، وأقنع الحلفاء بالموافقة على تشكيل قيادة موحدة، وصمد خلال الحرب بقوة حتى النصر النهائي. قاد الوفد الفرنسي في مؤتمر باريس للسلام، وأصر على نزع سلاح ألمانيا ولم يكن راضياً أبدًا عن بنود معاهدة فرساي. كان كليمنصو الخصم الرئيسي لوودرو ويلسون، واعتبر أفكاره مثالية للغاية». قاد كليمنصو فرنسا في العام الأخير من الحرب العالمية الأولى، وكان من أبرز المسهمين في إنشاء معاهدة فرساي في مؤتمر باريس للسلام في أعقاب الحرب. أمل كليمنصو في فرض المزيد من العقوبات على ألمانيا.

## الهدف
تألف الحلفاء في مؤتمر باريس للسلام مما يزيد عن عشرين دولة، بينما دخل الأربعة الكبار فرساي باعتبارهم من كبار المخططين لمعاهدة فرساي التي وقعتها ألمانيا، ومعاهدة سان جيرمان مع النمسا؛ ومعاهدة نويي مع بلغاريا، ومعاهدة تريانون مع المجر، ومعاهدة سيفر مع الدولة العثمانية. انسحب أورلاندو مؤقتًا من المؤتمر في مرحلة ما بسبب عدم تلبية المطالب الإيطالية، تاركًا الدول الثلاثة الأخرى كمنظم رئيسي وحيد للحوار، ويُشار إليهم باسم «الثلاثة الكبار». عاد الوفد الإيطالي بعد 11 يومًا.